# Saint-Bauzeil
Saint-Bauzeil – miejscowość i gmina we Francji, w regionie Oksytania, w departamencie Ariège.
Według danych na rok 1990 gminę zamieszkiwało 51 osób, a gęstość zaludnienia wynosiła 11 osób/km² (wśród 3020 gmin regionu Midi-Pireneje Saint-Bauzeil plasuje się na 1012. miejscu pod względem liczby ludności, natomiast pod względem powierzchni na miejscu 1517.).